# 행성접근통과
행성접근통과(planetary fly-by)란 행성이나 소행성체, 혜성 근처를 통과하는 것이다. 보통 속도 조절을 위한 스윙바이 목적으로 행하지만 뉴 허라이즌스의 울티마 툴레 탐사처럼 탐사 목적인 경우도 있다.

## 같이 보기
- 매리너 계획
- 마르스 계획
- 파이어니어 계획
- 베네라 계획
- 보이저 계획
- 우주 경쟁의 연표